# 엘도라도 (2010년 드라마)
《엘도라도》(El Dorado)는 2010년 제작된 미국의 TV 미니시리즈 드라마이다.
페루에서 촬영하였으며, 전체 2부작으로 제작되어 2010년 8월 25일에 방영하였다.
대한민국에서는 ㈜미디어소프트에서 수입하여 각 화를 나누어서 1화를 『엘도라도: 태양의 신전』이라는 이름으로, 2화를 『엘도라도: 황금의 도시』으로 일반 영화인 것처럼 홍보하여 1화를 2010년 12월 23일, 2화를 2010년 12월 30일에 극장 개봉하는 것으로 홍보하였으나 극장 상영은 이루어지지 않았다. 이후 합법 다운로드 서비스에서 15세 관람가로 작품이 공개되었다. 수입 영상 내부의 자막에서는 『엘도라도를 찾아서』로 제목을 소개하고 있다.

## 출연
- 셰인 웨스트 : 잭 역
- 루크 고스 : 그리섬 역
- 내털리 마르티네스 : 마리아 역
- 엘든 헨슨 : 고든 역
- 훌리오 오스카 메코소 : 마타 역
- 조반니 치치아 : 퀸테로 역
- 바네사 사바 : 루페 역
- 발도메로 카세레스 : 호세 역
- 호물로 아세레토 : 카를로스 토레스 역
- 허먼 로메로 : 리카르도 드 라 로사 역
- 고잘로 알론소 : 디에고 알마그로 역
- 다니엘 카미노 : 성직자 역
- 리언 스멜러 : 성직자 #2 역
- 알프레도 구빈스 : 배너 역
- 디에고 카세레스 : 라비 역
- 로돌포 레온 : 세스나 조종사 역
- 에두아르도 알론소 : 헬리콥터 조종사 역
- 엔리케 우루티아 : 정글 가이드 역
- 세실리아 브로조비씨 : 거미 여왕 역
- 조니 메두자 : 주술사 역
- 크레크 엘리스 라보트로(Craic Ellis Raboterau) : Kaahak 역
- 마리아 이네스 카나레스 : 마타 알마그로 역
- 세자르 코르네호 : 마타 운전사 역
- 크리스천 라 로사 : 마타 군인 역
- 안드레스 요하모비치 : 월 스트리트 경영진 역
- 쿠쿨리 모란테(Kukuli Morante) : 웨이트리스 역

## 스탭
- 어소시에이트 프로듀서 : 제프리 지라드

- 제1조감독 : 다니엘 캐리

- 제2조감독 : 피터 라라 파티뇨

- 프로덕션 서비스 제공 : 이구아나 프로듀씨언스 S.A.
- 이구아나 프로듀서 : 루이스 로사

- Aci Vp International Sales : 로라 보스
- Aci Office Coordinator : 조시 준

- 프로덕션 매니저 : 메르세데스 드 라 카데나, 로씨오 랴도, 세실리아 카라스코

- 프로덕션 코디네이터 : 카르멘 에스피노자
- Second Secon Assistant Director : Cinthya Sosa
- Additional Second Second Assistant Director : David keefe
- Continuity : Sandy Schklair
- Assistant To "Mr. Goss" : 제임스 터너
- Assistant To Cast : 니코 사바
- 캐스트와 크루 호텔 제공 : Qp Hotels

- 프로덕션 어시스턴트 : Renzo Corno, Roberto Pinto Morales, Pedro Schmitt, Andres Gutierrez, Leonardo Vigueras, Graciela Caro

- 제공 : 아메리칸 씨네마 인터내셔널
- 제작 : 오아시스 엔터테인먼트
- 감독 : 테리 커닝햄